# U101 (潜水艦・2代)
| 基本情報 | 基本情報                                                                                     |
| -------- | -------------------------------------------------------------------------------------------- |
| 建造所   | ゲルマニアヴェルフト社                                                                       |
| 運用者   | ドイツ国防軍海軍                                                                             |
| 艦種     | 潜水艦                                                                                       |
| 級名     | UボートVIIB型                                                                                |
| 艦歴     |                                                                                              |
| 起工     | 1939年3月31日                                                                                |
| 進水     | 1940年1月13日                                                                                |
| 就役     | 1940年3月11日                                                                                |
| 退役     | 1943年10月21日                                                                               |
| その後   | 1945年5月3日に自沈                                                                           |
| 性能諸元 |                                                                                              |
| 排水量   | 水上：753トン 水中：857トン                                                                  |
| 全長     | 66.5m                                                                                        |
| 耐圧殻長 | 48.8m                                                                                        |
| 全幅     | 6.2m                                                                                         |
| 耐圧殻幅 | 4.7m                                                                                         |
| 吃水     | 4.74m                                                                                        |
| 速力     | 水上：17.9kt 水中：8kt                                                                       |
| 航続距離 | 水上：10ktで8,700海里 水中：4ktで90海里                                                      |
| 運用深度 | 220m                                                                                         |
| 燃料     | 重油：113.5トン                                                                              |
| 乗員     | 士官4名と40～56名                                                                            |
| 兵装     | 53.3cm魚雷発射管 艦首4門 艦尾1門 魚雷(最大) 14発 TMA 機雷26発 8.8cm機銃1機 2cm C/30対空砲1機 |

U-101はドイツ海軍がかつて運用したUボートVIIB型潜水艦。
非常に優秀な戦果を挙げた
。

## 艦歴
1940年3月11日に就役し、11月18日まで第7潜水隊群に所属した。

### 第1哨戒
U-101は就役時、キールを母港として活動した。
1940年4月29日に最初の哨戒としてノルウェーのトロンハイムへ向けて出港し、無事に帰港した。

### 第2哨戒
5月21日に2度目の哨戒に出撃し、7隻撃沈という大きな戦果を挙げ6月25日キールに戻った。

### 第3哨戒
8月9日にキールを出港し、イギリス諸島の北とアイルランドの北西海岸を通過し、39日後の9月16日に
当時ドイツの支配下となっていたフランスのロリアンに入港した。
その間、U-101は3隻の商船を沈めた。

### 第4哨戒
10月5日にロリアンを出航し、ウルフパックに参加、4隻の船を沈めた。

### 第5哨戒
11月24日に出航し、14日間で4隻の船を沈め、1隻に損傷を与えた。

### 第6哨戒
1月23日に出航し、2隻の船を沈めた。

### 第7哨戒
3月24日に出航し、イギリスの潜水艦と戦闘となるが戦果はなかった。

### 第8哨戒
5月28日に出航、2隻の船を沈めた。

### 第9哨戒
8月7日に出航、護送船団の機雷攻撃により潜望鏡に損傷を受けた。

### 第10哨戒
10月11日に出航、護送船団を攻撃し1隻の船を沈めた。

### 最後
10回目の哨戒後は訓練船としてのみ運用され、ノイシュタットで廃止された後、1945年5月3日にドイツが降伏する前に自沈した。

## ウルフパック
U-101は4つのウルフパックに参加した。
- Rosing（1940年6月12～15日）
- West（1941年6月2～20日）
- グリーンランド（1941年8月12～27日）
- Reissewolf（1941年10月21～29日）

## 戦果一覧
| 日付           | 船名/艦名          | 国籍/所属    | トン数 | 結果 |
| 1940年3月26日  | Stanhall           | イギリス     | 4,831  | 沈没 |
| 1940年3月31日  | Orangemoor         | イギリス     | 5,775  | 沈没 |
| 1940年6月2日   | Polycarp           | イギリス     | 3,577  | 沈没 |
| 1940年6月11日  | Mount Hymettus     | ギリシャ     | 5,820  | 沈没 |
| 1940年6月12日  | Earlspark          | イギリス     | 5,250  | 沈没 |
| 1940年6月14日  | Antonis Georgandis | ギリシャ     | 3,557  | 沈没 |
| 1940年6月16日  | Wellington Star    | イギリス     | 13,212 | 沈没 |
| 1940年8月19日  | Ampleforth         | イギリス     | 4,576  | 沈没 |
| 1940年8月28日  | Elle               | フィンランド | 3,868  | 沈没 |
| 1940年9月1日   | Efploia            | ギリシャ     | 3,867  | 沈没 |
| 1940年10月12日 | Saint-Malo         | カナダ       | 5,799  | 沈没 |
| 1940年10月18日 | Blairspey          | イギリス     | 4,155  | 損傷 |
| 1940年10月18日 | Creekirk           | イギリス     | 3,917  | 沈没 |
| 1940年10月19日 | Assyrian           | イギリス     | 2,962  | 沈没 |
| 1940年10月19日 | Soesterberg        | オランダ     | 1,904  | 沈没 |
| 1940年11月30日 | Aracataca          | イギリス     | 5,378  | 沈没 |
| 1940年12月1日  | Appalachee         | イギリス     | 8,826  | 沈没 |
| 1940年12月1日  | Loch Ranza         | イギリス     | 4,958  | 損傷 |
| 1940年12月2日  | Kavak              | イギリス     | 2,782  | 沈没 |
| 1940年12月2日  | Lady Glanely       | イギリス     | 5,497  | 沈没 |
| 1941年2月14日  | Holystone          | イギリス     | 5,462  | 沈没 |
| 1941年2月17日  | Gairsoppa          | イギリス     | 5,237  | 沈没 |
| 1941年6月4日   | Trecarrell         | イギリス     | 5,271  | 沈没 |
| 1941年6月9日   | Trevarrack         | イギリス     | 1,190  | 沈没 |
| 1941年10月18日 | Broadwater         | イギリス海軍 | 1,190  | 沈没 |